# Абесадзе, Александр Абесаломович
Александр Абесаломович Абесадзе (1906 — неизвестно, Грузинская ССР) — главный агроном Лайтурского совхоза имени Кирова Министерства сельского хозяйства СССР, Махарадзевский район, Грузинская ССР. Герой Социалистического Труда (1951).

## Биография
Родился в 1906 году в крестьянской семье в одном из сельских населённых пунктов современной Грузии. После окончания сельскохозяйственного института трудился на различных хозяйственных и административных должностях в сельском хозяйстве Грузинской ССР. В послевоенное время — главный агроном Лайтурского совхоза имени Кирова Махарадзевского района.
В своей работе применял передовые агротехнические методы, в результате которых в совхозе значительно возросла урожайность сельскохозяйственных культур. В 1950 году совхоз сдал государству в среднем с каждого гектара по 4116 килограмма зелёного чайного листа с площади 102,3 гектара. Указом Президиума Верховного Совета СССР от 1 сентября 1951 года удостоен звания Героя Социалистического Труда за «получение в 1950 году высоких урожаев сортового зелёного чайного листа» с вручением ордена Ленина и золотой медали «Серп и Молот» (№ 6165).
Этим же указом званием Героя Социалистического Труда были награждены директор совхоза Шота Спиридонович Гогешвили и рабочая Екатерина Сергеевна Захарова.
С 1968 года — персональный пенсионер союзного значения. Дата смерти не установлена.